# B-Dienst
Il B-Dienst (abbreviazione di Beobachtungsdienst, "servizio di monitoraggio" in tedesco), chiamato anche xB-Dienst, XB-Dienst o χB-Dienst, era un dipartimento del servizio di intelligence navale (Marinenachrichtendienst o MND III) dell'Oberkommando der Marine della Germania nazista; il dipartimento era specializzato nell'intercettazione, nella registrazione, nella decodifica e nell'analisi delle comunicazioni nemiche, e in particolare delle comunicazioni radio britanniche prima e durante la seconda guerra mondiale. Il B-Dienst lavorò sulla crittoanalisi e sulla decifrazione (decrittografia) del traffico di messaggi di Stati nemici e neutrali, e sul controllo della sicurezza dei processi e dei macchinari crittografici della Kriegsmarine.
Il B-Dienst fu determinante nella progettazione delle operazioni della Wehrmacht nella campagna di Norvegia e nella campagna di Francia nella primavera del 1940, principalmente grazie ai successi della crittoanalisi ottenuti contro i primi e meno sicuri crittatori navali britannici.
Nell'ottobre del 1941 il B-Dienst violò il Naval Combined Cypher No. 3 della British Navy, che veniva usato per criptare tutte le comunicazioni tra il personale navale per i convogli alleati del Nord Atlantico; ciò permise al B-Dienst di fornire preziose informazioni di intelligence alla Marina tedesca nel corso della battaglia dell'Atlantico. Il flusso di intelligence finì in gran parte quando l'Ammiragliato britannico introdusse il Naval Cypher n. 5 il 10 giugno 1943; questo cifrario, divenuto molto sicuro nel gennaio del 1944 con l'introduzione del sistema Stencil Subtractor per la sua ricifratura, si rivelò impenetrabile per i decrittatori del B-Dienst.